# Psychoda sanfilippoi
Psychoda sanfilippoi är en tvåvingeart som beskrevs av Salamanna 1980. Psychoda sanfilippoi ingår i släktet Psychoda och familjen fjärilsmyggor.
Artens utbredningsområde är Kenya. Inga underarter finns listade i Catalogue of Life.